# Байрамова Фаузія Аухадіївна
Фаузія́ Байра́мова (тат. Фәүзия Аухади кызы Бәйрәмова; *5 грудня 1950, Сабаєве, Башкортостан) — татарська письменниця, громадська діячка та правозахисник. Кандидат історичних наук (2006), голова партії «Іттіфак», одна з лідерів татарського національного руху та політичної опозиції в Татарстані. Жертва політичних переслідувань у РФ.

## Життєпис
Фаузія Байрамова народилася у присілку Сабаєвому в Башкортостані. Після закінчення середньої школи продовжила освіту в Казані — спочатку у театральній школі, а згодом на філологічному факультеті Казанського державного університету (1983–1989). У 1986 стала членом Спілки письменників СРСР. Професійну кар'єру розпочала з роботи у казанській телестудії, після чого працювала редактором у книжковому видавництві.
В той же час почала активно займатися політичною діяльністю. Входила до ініціативного центру Народного фронту Татарстану, однак вийшла з організації через політичні розбіжності. Брала участь у діяльності Татарського громадського центру, стала одним із засновників партії «Іттіфак» — першої некомуністичної партії в Татарстані. Головною метою об'єднання стало досягнення незалежності Татарстану та встановлення демократичної політичної системи в республіці. Під час першого конгресу партії Байрамову було обрано її Головою, а на четвертому конгресі організації у 1997 році повторно затверджено на цій посаді. Протягом 1990–1995 років була народним депутатом Республіки Татарстан, брала активну участь у створенні таких документів, як «Декларація суверенітету Татарстану» (1990), «Результати референдуму з суверенітету Татарстану» (1991) та Конституція Татарстану.
У 1991 році Фаузія Байрамова організувала акцію голодування в Казані на знак протесту проти проведення виборів Президента РРФСР на території Татарстану. Голодування тривало 14 днів та викликало серйозний протестний рух, результатами якого стало те, що 27 травня парламент Татарстану оголосив, що вибори президента країни не будуть проводитися на території республіки. Того ж року вона брала участь у створенні Асамблеї тюркських народів та стала одним з її лідерів.
З 1994 по 1998 — член президії Спілки письменників Татарстану. Видавала власну газету «Алтын Урда» (укр. «Золота Орда») до її закриття владою Татарстану.

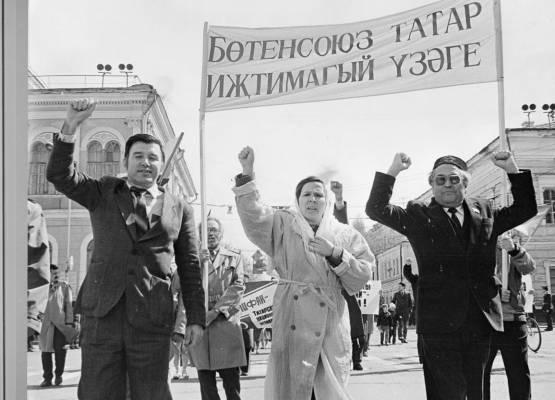
Травнева демонстрація: Р. Мухаметдінов, Ф. Байрамова, М. Мулюков. Республіка Татарстан, 1991 р.

Безкомпромісна політика Байрамової різко контрастувала з позицією офіційного уряду Татарстану, зокрема президента Мінтімєра Шаймієва, що обрав позицію пошуку згоди з Москвою. Вона щороку брала участь у політичній акції «Хәтер көне» (тат. «Дня пам'яті» або День пам'яті та скорботи татарського народу) у Казані, що присвячена річниці завоювання столиці Казанського ханства військами Івана Грозного.
2010 вперше засуджена на один рік умовно за підбурювання міжнаціональної ворожнечі. Ще до оголошення вироку Байрамова заявила, що більше не може жити в Росії і планує виїхати до однієї з демократичних зарубіжних країн, однак цього так і не сталося.
2 жовтня 2014 Фаузія Байрамова вдруге засуджена за звинуваченням у розпалюванні міжнаціональної ненависті та ворожнечі. Як і першого разу, суд міста Яр Чалли виніс вирок «один рік умовно». Причиною цього стали її повідомлення у соціальних мережах, у яких вона повідомила, що в Татарстані державними силовими структурами щодня проводяться репресії та переслідування мусульманського населення. Крім того, вона висловила солідарність із кримськими татарами, що були категорично проти приєднання Криму до Росії.
За свою промову під час «Хәтер көне» (тат. «Дня пам'яті») 2019 р. була притягнена до відповідальності у судовому порядку — сплатила штраф у розмірі 10 тис. рублі. У вересні 2020 року Байрамову затримали в міжнародному порту Казані під час вильоту до Туреччини на лікування, однак відпустили після допиту і розголосу події в незалежних ЗМІ.

## Відомі заяви та висловлювання
Фаузія Байрамова широко відома серед волзьких татар своїми державницькими та патріотичними поглядами. Росіяни називають її «бабусею татарського націоналізму». Вона зверталась до президента Туреччини Раджеп-Тайїпа Ердогана із закликом захистити мусульман Татарстану. Водночас, письменниці належить низка резонансних заяв та висловлювань, які широко тиражувались в татарських та російських ЗМІ.
У січні 2022 р., під час масових протестів у Казахстані, була серед підписантів публічної заяви "Народи Російської Федерації солідарні з народом Казахстану!", у якій представники різних національних рухів корінних народів Російської Федерації звернулись до своїх співвітчизників із закликом не їхати до Казахстану в складі так званого "миротворчого контингенту ОДКБ".

### Про Російську Федерацію
«Це не держава, а колоніальна адміністрація».
«Ми віддаємо всі податки Москві, відправляємо своїх синів у російську армію, живемо за російськими законами, заборонили свою мову за російськими законами — значить, у нас немає своєї держави і своїх законів, які б захищали татарський народ».
«Ви повинні відповісти на запитання: що ви хочете, татари? Залишитися татарами і мусульманами або перетворитися в росіян і китайців? Ми повинні виходити на міжнародну арену з вимогою деколонізації Татарстану. Ми — татари — живемо на окупованій з 1552 року території. Нам треба встати на ноги, вийти в світ і сказати, що ми живемо в колонії! Ми — не тільки татари, але і марійці, удмурти, чуваші — вимагаємо деколонізації, тобто визнання того, що ми — окупована територія».

### Про незалежність Татарстану
«Це 15 жовтня — день взяття Казані і 30 серпня — день здобуття державності. Для когось це день республіки, для когось день міста, в Човнах відзначають день квітів, а для мене це — день незалежності. Я знаю, що мій народ мріяв про цей день століттями, було дуже багато жертв, аби цей день настав».

### Про татарську мову
«Ситуація з татарською мовою гірше, ніж в 1552 році. Зараз татари вимушено говорять російською мовою. Татарські діти не вміють рахувати, писати і говорити татарською мовою. Значить, у нас немає мови! Наша мова висить на волосині».

## Нагороди
- Медаль «У пам'ять 1000-річчя Казані»
- Знак «За внесок у культуру» (рос. «За вклад в культуру»)
- Лауреат літературної премії Гаяза Ісхакі

## Сім'я
- Донька — Зульфія Кадирова, мешканка Сполучених Штатів Америки. Автор докторської дисертації з історії ісламу.
- Син — Сулейман. У 2000 році навчався у ісламському університеті в Малайзії.